# Тернерс-Фоллс (Массачусетс)
Тернерс-Фоллс (англ. Turners Falls) — переписна місцевість (CDP) в США, в окрузі Франклін штату Массачусетс. Населення — 4512 особи (2020).

## Географія
Тернерс-Фоллс розташований за координатами 42°35′51″ пн. ш. 72°33′19″ зх. д. / 42.59750° пн. ш. 72.55528° зх. д. (42.597445, -72.555278).  За даними Бюро перепису населення США в 2010 році переписна місцевість мала площу 5,95 км², з яких 4,94 км² — суходіл та 1,01 км² — водойми.

## Демографія
Згідно з переписом 2010 року, у переписній місцевості мешкало 4470 осіб у 2027 домогосподарствах у складі 1109 родин. Густота населення становила 751 особа/км².  Було 2173 помешкання (365/км²).
Расовий склад населення:
| - 91,4 % — білих - 1,5 % — чорних або афроамериканців - 0,5 % — азіатів - 0,4 % — корінних американців - 2,9 % — осіб інших рас |

До двох чи більше рас належало 3,2 %. Частка іспаномовних становила 7,2 % від усіх жителів.
За віковим діапазоном населення розподілялося таким чином: 19,7 % — особи молодші 18 років, 64,0 % — особи у віці 18—64 років, 16,3 % — особи у віці 65 років та старші. Медіана віку мешканця становила 40,6 року. На 100 осіб жіночої статі у переписній місцевості припадало 95,0 чоловіків;  на 100 жінок у віці від 18 років та старших — 90,8 чоловіків також старших 18 років.
Середній дохід на одне домашнє господарство  становив 53 560 доларів США (медіана — 38 525), а середній дохід на одну сім'ю — 65 107 доларів (медіана — 53 272). Медіана доходів становила 41 250 доларів для чоловіків та 37 315 доларів для жінок. За межею бідності перебувало 22,0 % осіб, у тому числі 47,3 % дітей у віці до 18 років та 6,7 % осіб у віці 65 років та старших.
Цивільне працевлаштоване населення становило 1933 особи. Основні галузі зайнятості: освіта, охорона здоров'я та соціальна допомога — 28,9 %, роздрібна торгівля — 12,5 %, виробництво — 12,5 %.